# Virgin Steele
Virgin Steele est un groupe de power metal américain, originaire de Long Island, New York. Dans leurs derniers albums, ils utilisent des éléments de metal symphonique et progressif, leur style est quelquefois appelé epic metal. Ils jouent ce qu'ils appellent du « barbare-romantique » metal, très symphonique avec de nombreuses caractéristiques de la musique classique.

## Biographie

### Débuts
Le groupe est formé au début des années 1980 par Jack Starr, un guitariste d'origine française, qui voulait trouver la recette pour former le groupe de heavy metal ultime. Le premier à répondre à l'appel est le batteur Joey Ayvazian, et ensemble ils ont commencé à auditionner des chanteurs. Après une quarantaine de candidats, un ami de Joey présente David DeFeis à Jack. No Quarter de Led Zeppelin, Child in Time de Deep Purple et Catch the Rainbow de Rainbow lui permettent de se voir octroyé le rôle de chanteur, rôle qu'il a gardé depuis. Pour compléter la formation, David amène avec lui le bassiste Joe O'Reilly pour remplacer Kelly Nichols qu'il trouve mauvais. Ils répètent pendant trois semaines et entrent en studio afin d'enregistrer ce qu'ils pensent être une démo, mais qui deviendra en fait leur premier album, Virgin Steele, qu'ils envoient aux magazines de métal/rock. De là, Mike Varney, le président de Shrapnel Records, appelle pour signifier son intention d'inclure un single du groupe dans sa compilation US metal Vol 2. Children of the Storm est la piste qui sera choisie.
Début 1983, ils publient leur deuxième album, Guardians of the Flame, ainsi que deux EP, A Cry in the Night (en Europe) et Wait for the Night (aux États-Unis). Leur style était et reste très original, à savoir un mélange de heavy metal américain et d'atmosphères épiques à la Rainbow. Mais David montre un intérêt particulier pour les arrangements pompeux et mélodiques, alors que Jack préfère les attaques plus violentes. Jack se disputera avec le reste du groupe et partira enregistrer un album solo en 1984. Selon lui, il aurait même été évincé du groupe par DeFeis et le manager de l'époque car ces derniers voulaient garder l'ensemble des droits.
C'est à ce moment qu'Edward Pursino rejoint le groupe. Puis Noble Savage est enregistré en 1986. En 1987, le groupe fait deux tournées en Europe : une avec Manowar et l'autre avec Black Sabbath. C'est le début de la renommée mondiale du groupe ; ils enchaînent sur l'enregistrement de Age of Consent qui sortira en 1988. Entre 1988 et 1992 le groupe traverse une période sombre pendant laquelle aucun album n'est enregistré. Les tensions sont fortes entre le groupe et leur manager, et Joe O'Reilly décide de quitter le groupe en 1992. Cette séparation est aussi sujette à caution, Joe déclarera par la suite avoir été renvoyé sans le savoir vraiment, ayant vu une annonce dans un journal disant que le groupe cherchait un nouveau bassiste.

### Retour
Le groupe décide d'enregistrer un nouvel album à partir de l'été. Teddy Cook (Dio, Great White) remplace pour un temps Joe à la basse, puis finalement Rob DeMartino tiendra le poste. Life among the Ruins est disponible en mars 1993, et Virgin Steele fait une nouvelle tournée européenne pour en assurer la promotion. Cet album est assez atypique au regard du reste de leur production car il ne comporte pas les éléments épiques habituels de Virgin Steele, et les paroles sont plus des chansons d'amour que des textes basés sur la mythologie. Selon certains, cet album se rapproche d'un hard rock à la Whitesnake avec des touches de blues. Pour David DeFeis, c'est un retour aux sources que sont pour lui le blues et les groupes comme Led Zeppelin.
En 1994, David Defeis pense au concept de The Marriage of Heaven and Hell. Il écrit une trentaine de chansons seul, et presque autant en collaboration avec Edward Pursino, ne gardant finalement que les meilleures. Le bassiste Rob DeMartino ayant choisi de partir pour jouer avec Rainbow, c'est donc à trois qu'ils commencent l'enregistrement. De l'avis du chanteur, il était beaucoup plus simple de travailler en trio que de trouver un nouveau bassiste. Pursino est donc le bassiste sur toutes les pistes sauf sur Warrior's Lament, jouée par David. En janvier de l'année suivante, The Marriage of Heaven and Hell Part I voit le jour, un album epic metal, plein de mélodies et d'influences symphoniques. Virgin Steele revient en Europe pour une tournée avec Uriah Heep. Fin 1995, The Marriage of Heaven and Hell Part II continue sur le concept de son prédécesseur. La saga sera clôturée par le troisième et dernier chapitre, Invictus,. Le thème de cet album-concept est la rébellion de l'humanité contre un panthéon de dieux maléfiques. Musicalement, cette saga est plus « heavy » que ses prédécesseurs.
L'album suivant, The House of Atreus - Act I, est publié en 1999. Encore un concept album, la première partie d'un metal opera basé sur Oreste et sa vengeance contre Clytemnestre (L'Orestie, œuvre d'Eschyle). La suite sortira l'année suivante sous la forme d'un double album.

### Nouvelle activités

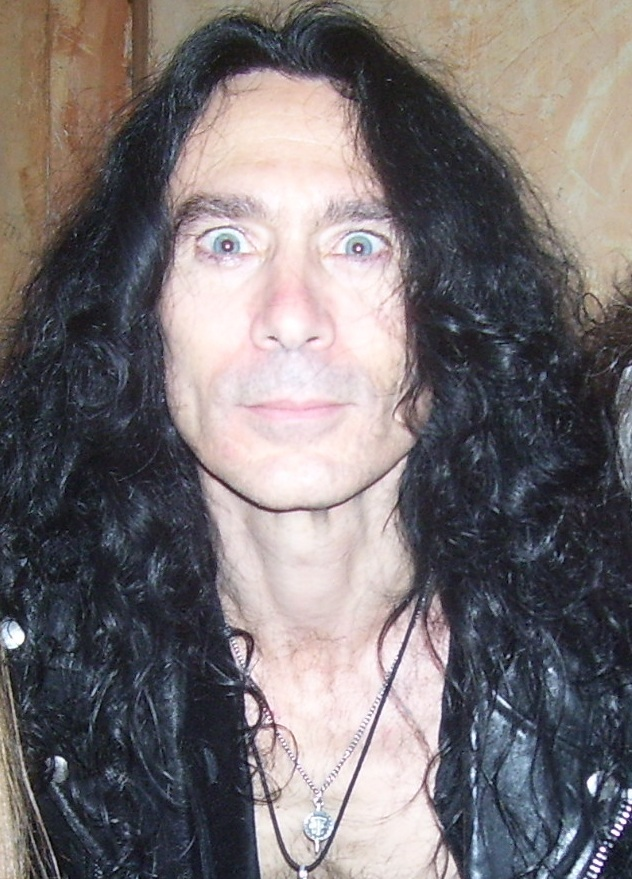
David DeFeis en 2010.

En 2002, deux compilations sont éditées. The Book of Burning est un mélange d'anciens titres de leurs deux premiers albums réenregistrés et de nouvelles compositions faites en collaboration avec le guitariste des débuts, Jack Starr. Cependant, la rancune entre les deux hommes est tenace, ils ne s'apprécient guère mutuellement, mais Jack ne voulait pas donner les droits de ses titres à David : il s'agit plus d'une collaboration forcée à but commercial. Hymns to Victory est une compilation de titres tirés de Noble Savage à House of Atreus II.
En septembre 2006, après six ans sans album studio, le groupe publie son onzième album intitulé Visions of Eden. L'album tourne autour des croyances gnostiques et revisite de façon critique la tradition mythologique chrétienne, notamment la création de la Terre et les rôles de Adam, Eve et Lilith. En 2007, le groupe participe au festival Power Prog VIII Festival d'Atlanta, en Géorgie, et au Evolution Festival de Florence, en Italie. Entre 2007 et 2008 sortent les rééditions des albums Noble Savage, Age of Consent, Life Among the Ruins, The Marriage of Heaven and Hell Part I et The Marriage of Heaven and Hell Part II au label allemand Dockyard1 avec lequel ils signent en avril 2008.
Un nouvel album intitulé The Black Light Bacchanalia, est publié en octobre 2010 au label SPV/Steamhammer. En juin 2012, le groupe annonce trois nouveaux albums sur lesquels ils travaillent à cette période. En mars 2014, SPV/Steamhammer annonce la réédition des albums The Marriage of Heaven and Hell I+II et Invictus pour juin la même année en format digipack. En octobre 2014, le groupe annonce la sortie prochaine d'un nouvel album. En juin 2015, le groupe publie sa chanson Queen of the Dead issue de leur nouvel album, Nocturnes of Hellfire and Damnation, prévu pour le 17 juin en Scandinavie, le 19 juin en Allemagne, le 22 juin en Europe, et le 23 juin 2015 aux États-Unis via SPV/Steamhammer. L'album devait initialement être intitulé Hymns to Damnation.

## Thèmes
Beaucoup de chansons de Virgin Steele sont axées sur la mythologie, tout spécialement la mythologie grecque et la religion chrétienne. Quelques-uns de leurs albums (par exemple House of Atreus 1 et 2) sont des  concept albums. Les derniers albums sont portés sur les thèmes épiques et mythologiques. Sur les premiers (jusqu'à Life Among the Ruins) beaucoup de chansons abordent des histoires de la vie courante sur l'amour et le sexe. Selon David Defeis, tous les textes qu'il écrit sont basés sur la vie réelle d'une façon ou d'une autre.

## Membres

### Membres actuels
- David « The Lion/Young Zeus » DeFeis - chant, basse, piano, clavier (depuis 1981)
- Edward « Van Dorian » Pursino - guitare, basse (depuis 1984)
- Joshua « The Sorceror » Block - basse (depuis 2001)

### Anciens membres
- Jack Starr -guitare (1981-1984)
- Kelly Nichols - basse (1981)
- Joey Ayvazian - batterie (1981-1995)
- Joe O'Reilly - basse (1981-1992)
- Teddy Cook - basse (1992)
- Rob DeMartino - basse (1992-1994, 1995-1998)
- Frank Zummo - batterie (2001)
- Frank « The Animal/The Baron/The Kraken » Gilchriest - batterie (1995-2015)

## Discographie

### Albums studio
- 1982 : Virgin Steele
- 1983 : Guardians of the Flame
- 1985 : Noble Savage
- 1988 : Age of Consent
- 1993 : Life Among the Ruins
- 1994 : The Marriage of Heaven and Hell Part I
- 1995 : The Marriage of Heaven and Hell Part II
- 1998 : Invictus
- 1999 : The House of Atreus - Act I
- 2000 : The House of Atreus - Act II
- 2006 : Visions of Eden
- 2010 : The Black Light Bacchanalia
- 2015 : Nocturnes of Hellfire & Damnation
- 2023 : The Passion of Dionysus

### EPs
- 1983 : Wait for the Night
- 2000 : Magick Fire Music

### Singles
- 1992 : Snakeskin Voodoo Man
- 1998 : Through Blood and Fire

### Compilations
- 1992 : Burn the Sun
- 2002 : Hymns to Victory
- 2002 : The Book of Burning

### Vidéos/DVD
- 1992 : Tale of the Snakeskin Voodoo Man